# Rapanea volcanica
Rapanea volcanica là một loài thực vật có hoa trong họ Anh thảo. Loài này được (Rock) O. Deg. & Hosaka miêu tả khoa học đầu tiên năm 1939.